# Alelimma apicalis
Alelimma apicalis là một loài bướm đêm trong họ Erebidae.